# Мидлсекс (графство, Ямайка)
Мидлсекс (англ. Middlesex) — крупнейшее по площади из трёх исторических графств Ямайки. Административный центр графства — город Спаниш-Таун, одновременно являющийся центром прихода Сент-Катерин.

## История
Все три графства Ямайки были образованы в 1758 году. Центральное графство Ямайки было названо в честь одноимённого английского графства, располагающегося также в центре Англии.

## Население
По данным 2011 года, в графстве проживает 1 183 361 человек на территории 5 041,9 км². По плотности населения графство занимает 2-е место в стране — 234,31 чел./км².

## Приходы
Графство разделено на пять приходов (на карте выделено розовым):
| Графство Мидлсекс |                   |             |                |                        |
| № на карте        | Приход            | Площадь км² | Население 2011 | Административный центр |
| 6                 | Кларендон         | 1 196,3     | 237 024        | Мей-Пен                |
| 7                 | Манчестер         | 830,1       | 185 801        | Мандевилл              |
| 8                 | Сент-Анн          | 1 212,6     | 166 762        | Сент-Анс-Бей           |
| 9                 | Сент-Катерин      | 1 192,4     | 482 308        | Спаниш-Таун            |
| 10                | Сент-Мэри         | 610,5       | 111 466        | Порт-Мария             |
|                   | Графство Мидлсекс | 5 041,9     | 1 183 361      |                        |